# Philippe Rebille Philbert
Philippe Rebillé dit Philbert (auch Philibert, * 1639; † 1717) war ein französischer Flötist.

## Leben
Philbert wird mit der Einführung der mit einer Klappe versehenen, konisch gebohrten Querflöte (flûte d’allemagne) am französischen Hof in Verbindung gebracht. Er war bei König Ludwig XIV. Mitglied des Ensembles der Grande Écurie und als guter Oboist auch der Hautbois et musettes du Poitou, zu denen er spätestens 1667 gelangt sein muss. Ludwig XIV. hatte an der neuen Flöte so viel Gefallen gefunden, dass er für Philbert und René Pignon, genannt Descoteaux, zwei neue Stellen in dieser Kapelle einrichten ließ. Nach einer Philbert-Kurzbiographie, die der Mercure de France 1725 druckte, schätzte es der König sehr, den beiden beim Spielen melodischer Stücke auf ihren Flöten zuzuhören und bestellte sie deswegen oft in seine Gemächer oder die Gärten von Versailles.
Sein Platz bei den Hautbois et musettes du Poitou war ursprünglich für den Sohn des Musikers Jean Brunet reserviert, doch jener mochte Philbert und beide freundeten sich an. Desgleichen tat Brunets Ehefrau Catherine Bonnières, jedoch in solchem Ausmaß, dass sie ihren Mann vergiftete, um dessen Kollegen heiraten zu können. Mit den Enthüllungen der sogenannten „Giftaffäre“ flog das Verbrechen auf, sie wurde hingerichtet. Obwohl eine Flucht angeraten schien, begab Philbert sich in das Gefängnis von Vincennes und konnte seine Unschuld glaubhaft machen. Nicht nur nahm er seinen Dienst wie gehabt wieder auf, es begleitete ihn fortan der Nimbus, zu jener Art von Mann zu gehören, für die eine Frau einen Mord begeht.
Er war ein guter Sänger und hatte komödiantisches Talent, was ihm zu vielen Auftritten bei des Königs höfischen Balletten verhalf. In Philidors Le Mariage de la Grosse Cathos (Die Heirat der dicken Cathos) von 1688 kam für ihn dreierlei zusammen: In der Rolle des Gemahls „La Couture“ durfte er singen, tanzen und schauspielern. Sein Solotanz war dabei nicht  von Jean Favier choreographiert, sondern Philberts Talent überlassen. Besonders in den Aufführungen des Bourgeois gentilhomme (Der Bürger als Edelmann) von 1691 und 1698 konnte er in der Rolle des Mufti glänzen.